# Hickman (Nebraska)
Hickman è un comune degli Stati Uniti d'America, situato in Nebraska, nella contea di Lancaster.